# Championnat de France de rallycross
Le championnat de France de rallycross est une compétition de rallycross créée en France par la Fédération française du sport automobile (FFSA) en 1977 et organisé par l'Association Française des Organisateurs de Rallycross (AFOR), sous la marque Rallycross France.
Créé en 1977, le championnat comporte plusieurs catégories de puissance : Supercar, Super 1600, Division 3 et Division 4. La compétition se déroule sur des circuits alternant terre et asphalte, avec l'ajout d'un « tour joker », une déviation plus lente que le tracé normal, favorisant les stratégies.

## Histoire
Le championnat de France de rallycross est le plus ancien championnat de rallycross au monde. Il est aussi le championnat le plus important au monde avec 8 manches réparties sur toute la France métropolitaine. Tout au long de son histoire, le championnat a connu de nombreux changements de règlement, afin de rendre la compétition plus dynamique. Au début administré par le FAR (France Association Rallycross), le championnat est depuis 1982, administré par l’AFOR (Association Française des Organisateurs de Rallycross) et labellisé par la FFSA (Fédération Française du Sport Automobile).
Le Championnat est depuis sponsorisé par de nombreuses marques, comme Yacco, les pneus Coopertires, la chaîne l'Équipe, et le magazine Échappement.

### Les débuts (1976-1977)

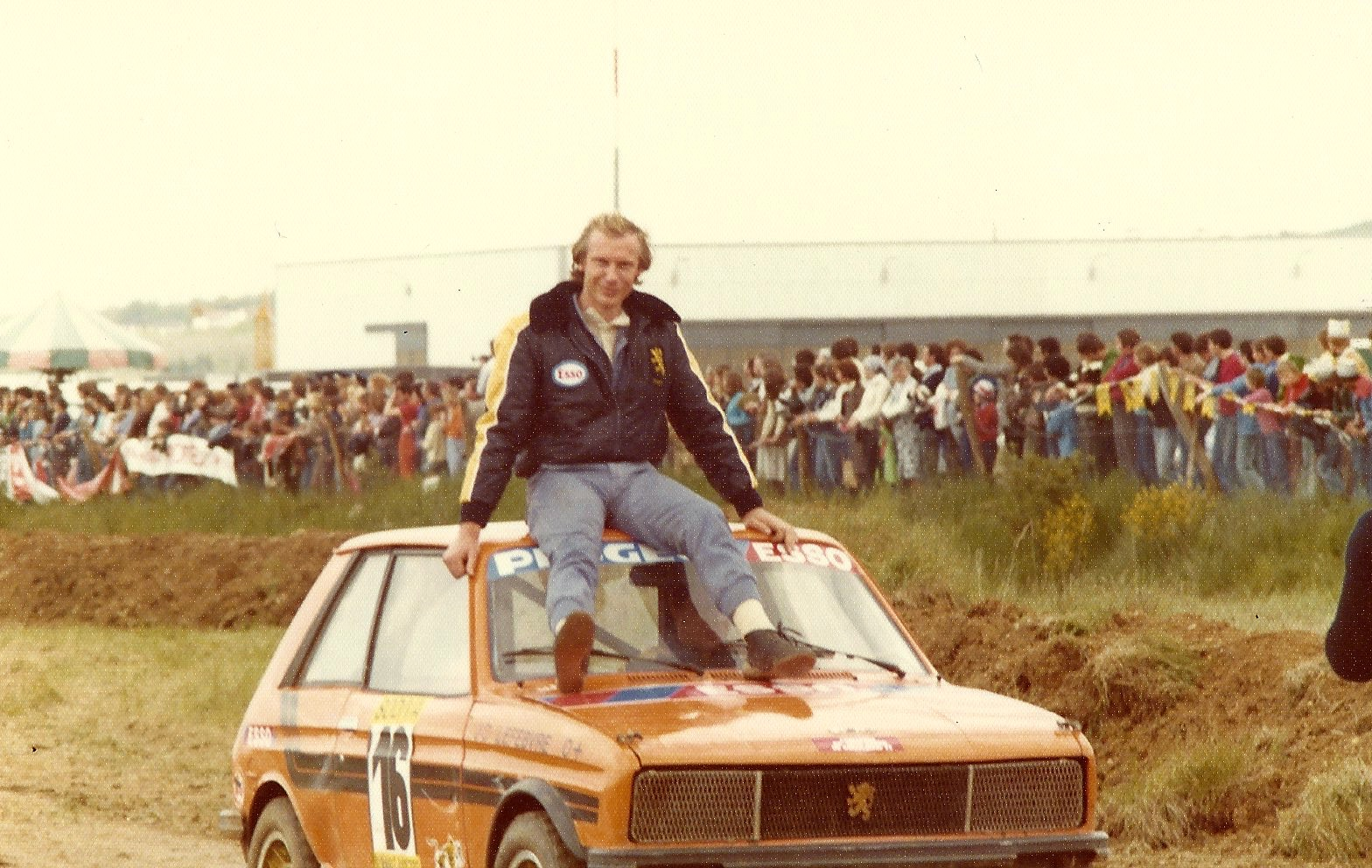
Jean-Claude Lefebvre sur sa Peugeot 104 ZS 1400 cm 3.

Après une épreuve « test » à Lohéac le 5 septembre 1976 née de l'initiative de Michel Hommell, un championnat national de rallycross est organisé dès le mois de septembre de l’année suivante. Au total, le championnat de France de rallycross 1977 est composé de onze circuits en plus de Lohéac. La plupart des circuits sont tracés sur d'anciens aérodromes ou sont des créations spécifiques pour le nouveau championnat. Renault et Peugeot s'intéressent immédiatement à la nouvelle discipline. Renault annonce deux Alpine A310 V6 pour Jean Ragnotti et Marie Claude Beaumont, avant qu'elle ne décide d'arrêter la compétition en acceptant un poste d’attachée de presse chez Renault Sport. De son côté, Peugeot construit une Peugeot 104 ZS 1 400 cm3 pour Jean-Claude Lefebvre. Deux catégories de voitures sont créées, une série de moins de 1 600 cm3 nommée Classe 1 (comparable à l'actuelle Super 1600) et une autre de plus de 1 600 cm3, appelée Classe 2 (similaire à la catégorie Supercar). En totalité, cinquante-quatre pilotes participent au challenge BP-Autohebdo international, pour moitié des pilotes français, l’autre étant constituée de pilotes européens majoritairement britanniques ou néerlandais.

### Inspiration rallye (1978-1987)
Les années 80 sont marqués par l'utilisation de voitures dérivés du Championnat du monde des rallyes, notamment du Groupe 4.

### Les années Groupe B (1988-1990)
Alors que la FIA bannit le Groupe B du championnat du monde des rallyes, le championnat de France de rallycross, doté d'un règlement sécuritaire plus souple, autorise l'homologation de cette catégorie. Ainsi, les années 1988, 1989 et 1990 voient la suprématie des Peugeot 205 T16 Évo 2, suivie par d'autres voitures marquantes du Groupe B comme l'Audi Quattro S1, la MG Metro 6R4, la Lancia Delta S4, la Ford RS200, la Renault 5 Maxi Turbo ou encore la Citroën BX Turbo 4×4.

### Domination de Jean-Luc Pailler (1991-1999)
Pendant moins d'une décennie, Jean-Luc Pailler domine totalement le championnat avec 8 titres en 9 ans. Seul Christian Ménier arrive à lui voler le titre de  champion en 1997. D'abord au volant d'une Citroën BX Turbo 4×4, Jean-Luc Pailler opte pour une Citroën Xantia Turbo 4x4 en 1994.

### Un esprit WRC (2002-2014)
En 2002, le championnat calque ses catégories sur celles utilisées en championnat du monde des rallyes, et les voitures gagnantes sont souvent celles qui s'illustrent aussi en rallye.

### Une nouvelle ère (depuis 2014)
En 2014, Le championnat de France de rallycross bénéficie d’une communication unitaire représentée par une seule marque, « Rallycross France ». La même année est créé le Championnat du monde de rallycross par la FIA. Dès lors, les constructeurs automobiles comme Peugeot ou Renault conçoivent des voitures badgés RX afin de s'illustrer en rallycross mondial. Les pilotes du Rallycross France utilisent alors ces voitures, s'approchant du Groupe R5 en WRC.

### La Rallycross France en période de crise sanitaire
En 2020, la pandémie de maladie à coronavirus de 2019-2020 crée une situation totalement inédite pour le championnat de France de rallycross : les cinq premières courses programmées dans la saison sont annulées : c'est le cas de l'épreuve de Châteauroux annulée le 4 avril 2020, puis des épreuves de Lessay, Pont-de-Ruan et de Faleyras, d'abord reportés puis annulés le 13 mai. Le comité directeur de la FFSA décide deux semaines plus tard de ne disputer que les épreuves de Mayenne, Kerlabo, Essay et Dreux, avant que les organisateurs respectifs des épreuves ne se retirent par la suite, provoquant une annulation du championnat 2020.

## Autour de la course

### Format d'un week-end

#### Essais libres
Ils ne sont plus qualificatifs depuis 2014, ils permettent uniquement aux pilotes de découvrir la piste et de connaître leur temps chronométré pour se faire une idée de leurs performances face à la concurrence. Ils sont aussi l’occasion de faire le point sur la préparation de la voiture et de faire les derniers réglages. La règle du placement sur la grille de la première manche qualificative se fait à la suite d'un tirage au sort.

#### Manches qualificatives
Entre 3 et 5 voitures s'élancent pour 4 tours, le pilote le plus rapide sur le total des 4 tours prend la tête d'un classement. Des points intermédiaires sont attribués suivant l'ordre de ce classement. À la fin des 4 manches, les points sont additionnés et les 16 premiers pilotes se qualifient pour les phases finales. Les 2 premières manches se déroulent le samedi, puis les 2 autres le dimanche.

#### Demi-finales
Les qualifiés pour les 2 demi-finales sont placés sur les grilles par rapport à leur nombre de points cumulés sur les 4 manches. Chaque demi-finale se fait par huit, sur 6 tours. Les huit meilleurs sont répartis sur les deux demi-finales (1, 3, 5, 7, 9, 11, 13, 15 et 2, 4, 6, 8, 10, 12, 14 partent ensemble).

#### Finale

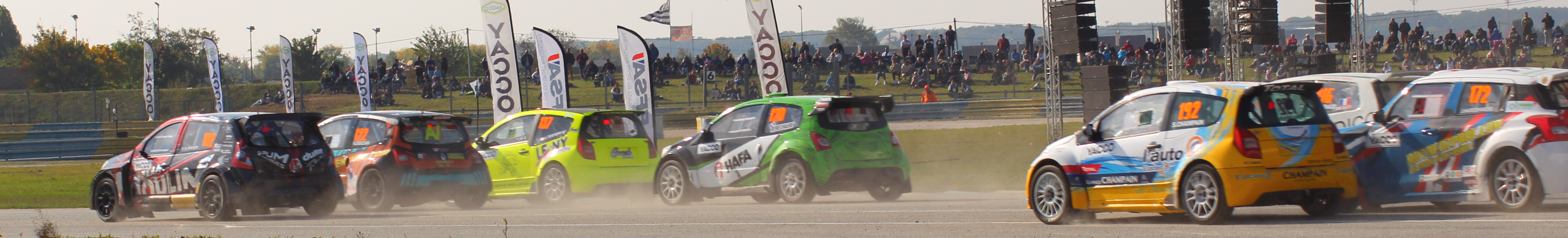
Départ de la finale Super 1600 lors de l'épreuve de Rallycross de Dreux 2021.

Les 4 premiers des 2 demi-finales sont qualifiés pour la finale, qui se déroule sur 7 tours. Les 3 premiers de la finale monteront sur le podium de la manche, et le vainqueur de la finale remporte l'épreuve.

### Speaker

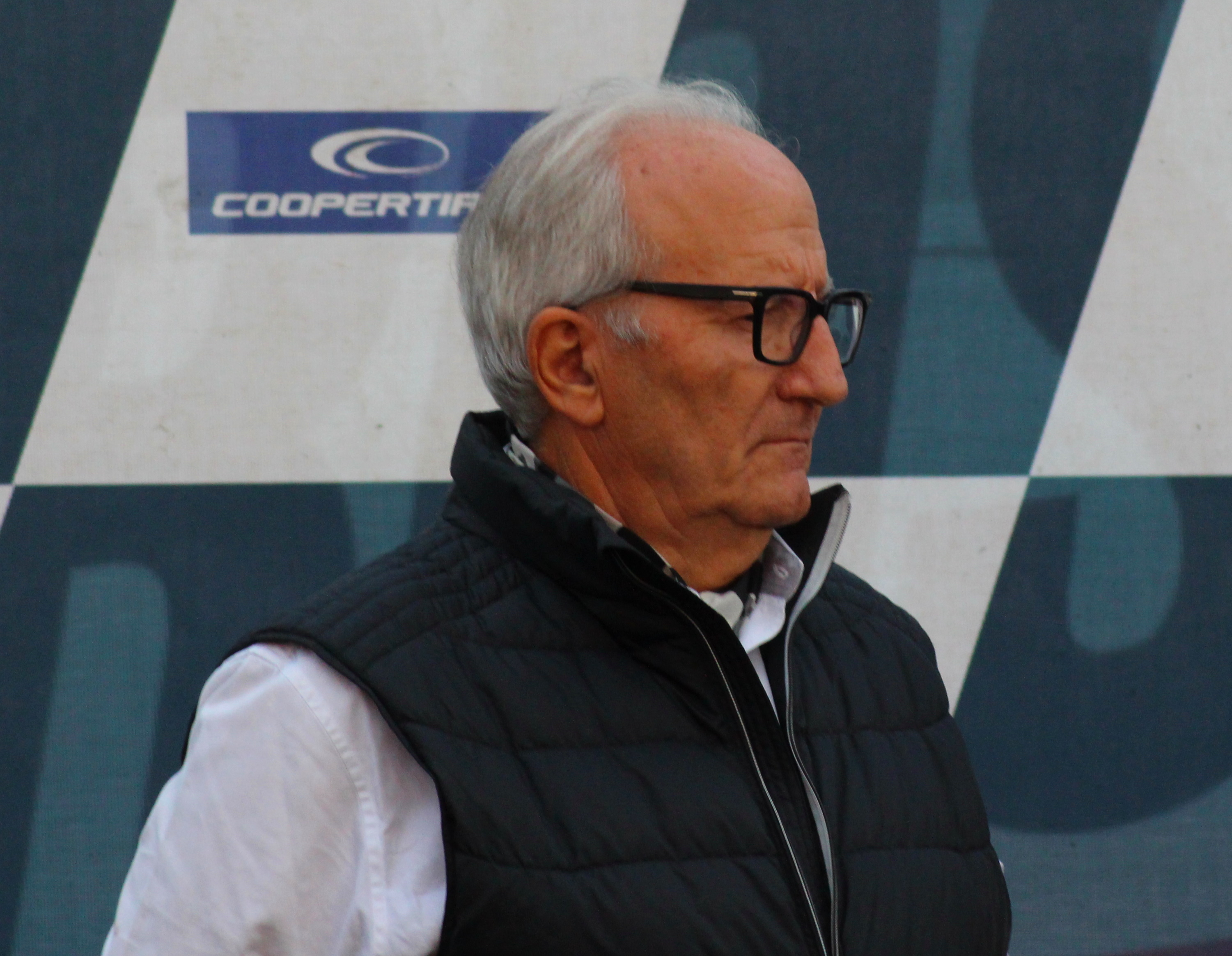
Jean-Jacques Guibal en 2022.

Depuis 1988, Jean-Jacques Guibal est le commentateur (ou speaker) officiel du Rallycross France. Le speaker commente les courses depuis sa tour, généralement placée à côté de la ligne droite de départ-arrivée, là où la visibilité du tracé est la plus bonne.

### Attribution des points

#### Attribution des points des manches qualificatives
| Position | 1er | 2e | 3e | 4e | 5e | - |
| Points   | 50  | 45 | 42 | 40 | 39 | 0 |

L'ordre d'arrivée décide de l'attribution des points : 50 points pour le premier, 45 pour le deuxième, 42 pour le troisième, 40 au quatrième, et 39 pour le cinquième. 
| Position | 1er | 2e | 3e | 4e | 5e | 6e | 7e | 8e | 9e | 10e | 11e | 12e | 13e | 14e | 15e | 16e | - |
| Points   | 16  | 15 | 14 | 13 | 12 | 11 | 10 | 9  | 8  | 7   | 6   | 5   | 4   | 3   | 2   | 1   | 0 |

A l'issue des quatre manches qualificatives, un classement est établi : 16 points pour le premier, 15 pour le deuxième, 14 pour le troisième, 13 au quatrième, 12 au cinquième, 11 au sixième, 10 au septième, 9 au huitième, 8 au neuvième, 7 au dixième, 6 au onzième, 5 au douzième, 4 au treizième, 3 au quatorzième, 2 au quinzième et 1 pour le seizième. Les pilotes placés après la seizième place ne reçoivent aucun point.

#### Attribution des points des demi-finales
| Position | 1er | 2e | 3e | 4e | 5e | 6e | 7e | 8e |
| Points   | 10  | 8  | 6  | 5  | 4  | 3  | 2  | 1  |

A l'arrivée, les points sont attribués ainsi : 10 points pour le premier, 8 pour le deuxième, 6 pour le troisième, 5 au quatrième, 4 au cinquième, 3 au sixième, 2 au septième et 1 pour le huitième.

#### Attribution des points de la finale
| Position | 1er | 2e | 3e | 4e | 5e | 6e | 7e | 8e |
| Points   | 15  | 12 | 9  | 7  | 6  | 5  | 4  | 3  |

A l'issue de la course, les points sont distribués ainsi : 15 points pour le premier, 12 pour le deuxième, 9 pour le troisième, 7 au quatrième, 6 au cinquième, 5 au sixième, 4 au septième et 3 pour le huitième. En fonction des points marqués entre les manches, la demi-finale et la finale, les premiers sur le podium ne sont pas forcément les premiers du classement général.

### Tour joker
Chaque circuit dispose d'un « tour joker », il s'agit d'une déviation du circuit plus lente que le tracé normal, qui allonge le temps du tour de 2 à 3 secondes, favorisant les stratégies de course. Le pilote doit le prendre une fois par course, sous peine de disqualification. Les pilotes dans les dernières places le prennent généralement dans les premiers tours de la course, tandis que les premiers le prennent vers la fin.

### Réglementation

#### Pole position
Le pilote ayant eu le meilleur temps peut choisir son couloir de départ (obligatoirement sur la première ligne), il n'est donc pas obligé de partir en couloir intérieur (1re, 2e ou 3e place).

#### Zone de chauffe

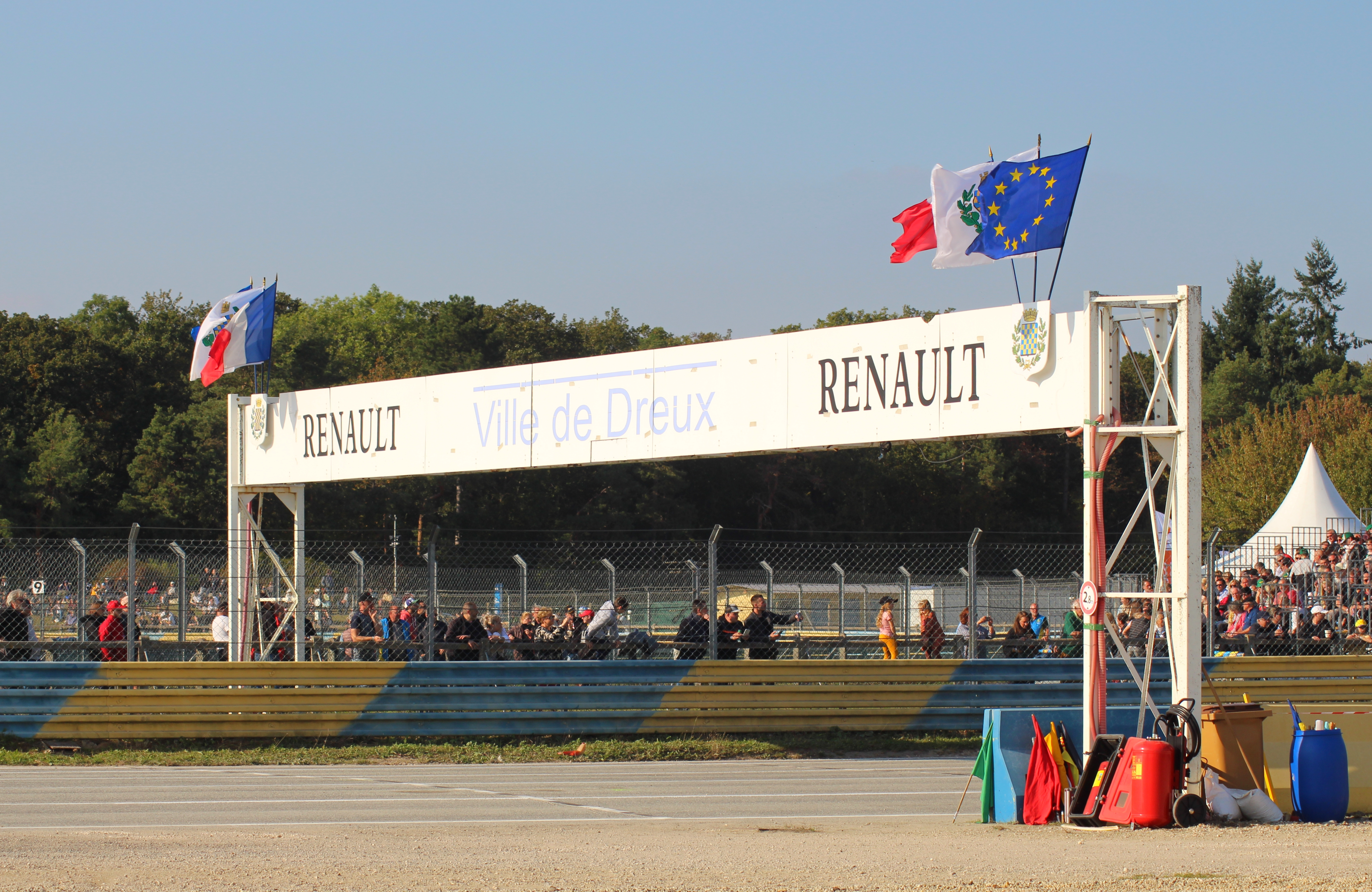
Ligne de départ du circuit de Dreux.

Nommée aussi « décrassage » et située entre deux lignes rouges quelques mètres avant la ligne de départ, cette zone permet de chauffer les pneumatiques en effectuant des burns[réf. à confirmer],.

#### Spotter

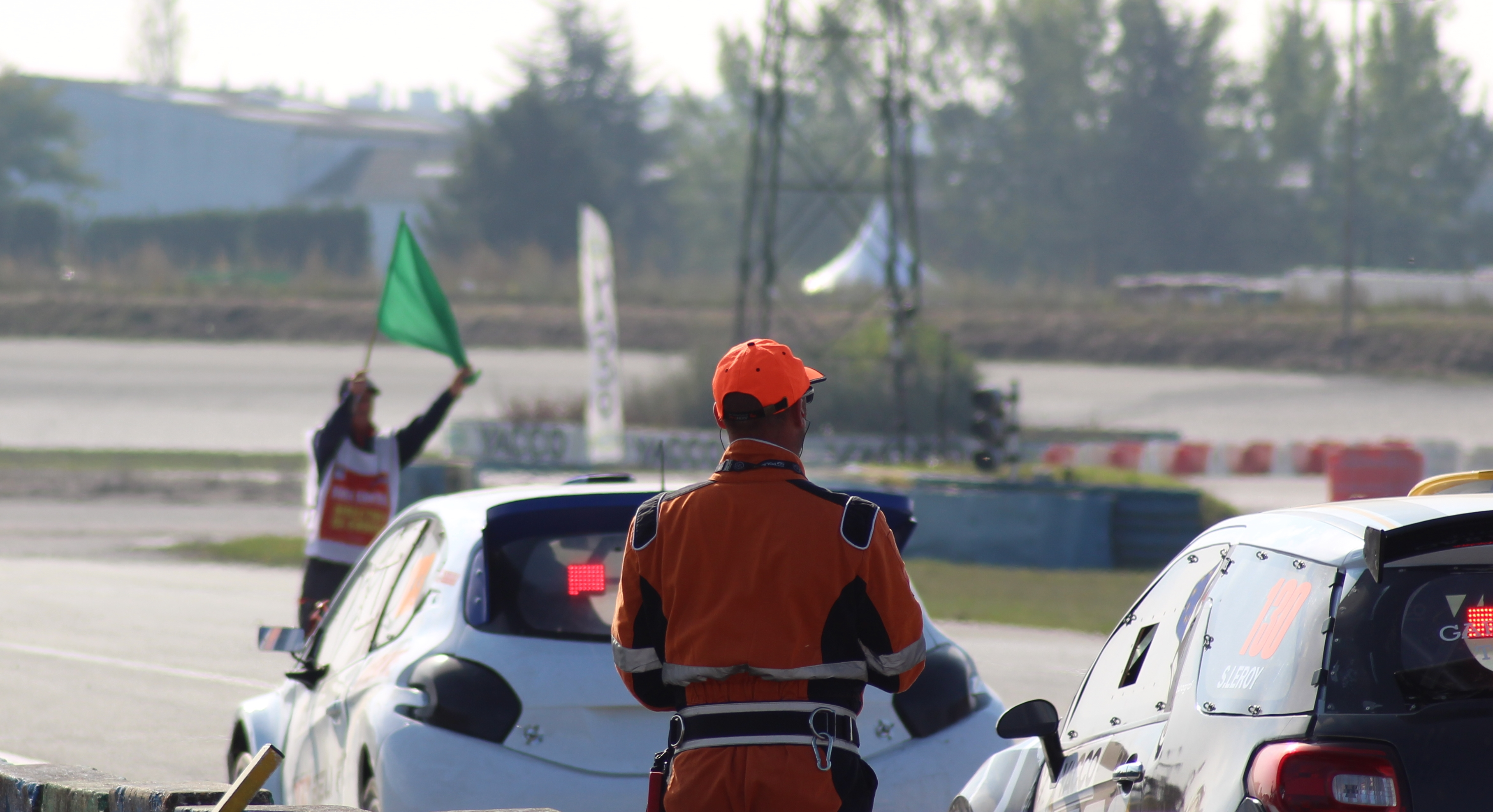
Un spotter avant la course.

Les pilotes peuvent avoir un spotter également appelé « manager radio ». En constante liaison radio avec le pilote, le spotter évalue les différentes options et guide son pilote dans ses choix stratégiques, il lui donne des informations générales concernant la course, comme le meilleur moment pour prendre le tour joker, ou l’informer du positionnement de ses concurrents. Il est généralement installé sur une tour dominant le circuit ou un point en hauteur, afin d'avoir un visuel sur toute la piste,.

#### Progression
En rallycross, comme dans beaucoup de disciplines en sport automobile, il n’existe pas de parcours obligatoire à suivre pour gravir les échelons. Tout pilote peut s’engager en catégorie Supercar pour sa première course.

#### Faux départ
- Faux départ : le pilote doit réaliser deux tours Joker au lieu d'un, dont un durant le premier tour de course[16].
- Un deuxième faux départ du même pilote entraîne une disqualification.

### Sécurité

#### Drapeaux en championnat de France de rallycross
Les drapeaux sont utilisés en championnat de France de rallycross pour transmettre des informations aux pilotes. Les commissaires de course les agitent à l'abri derrière les rambardes de sécurité, ou sur la piste pour annoncer le départ.

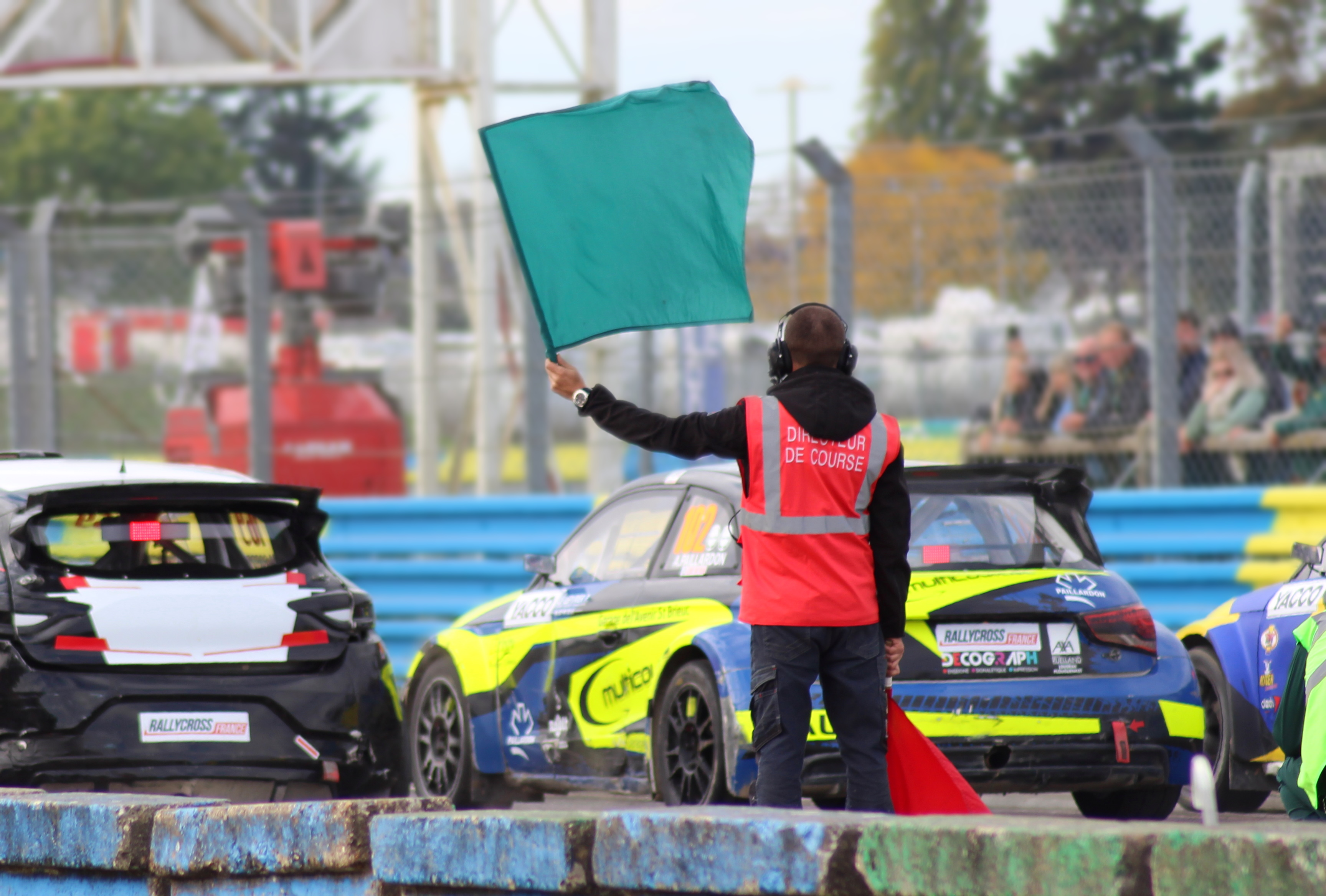
Une procédure de départ avec drapeau vert.
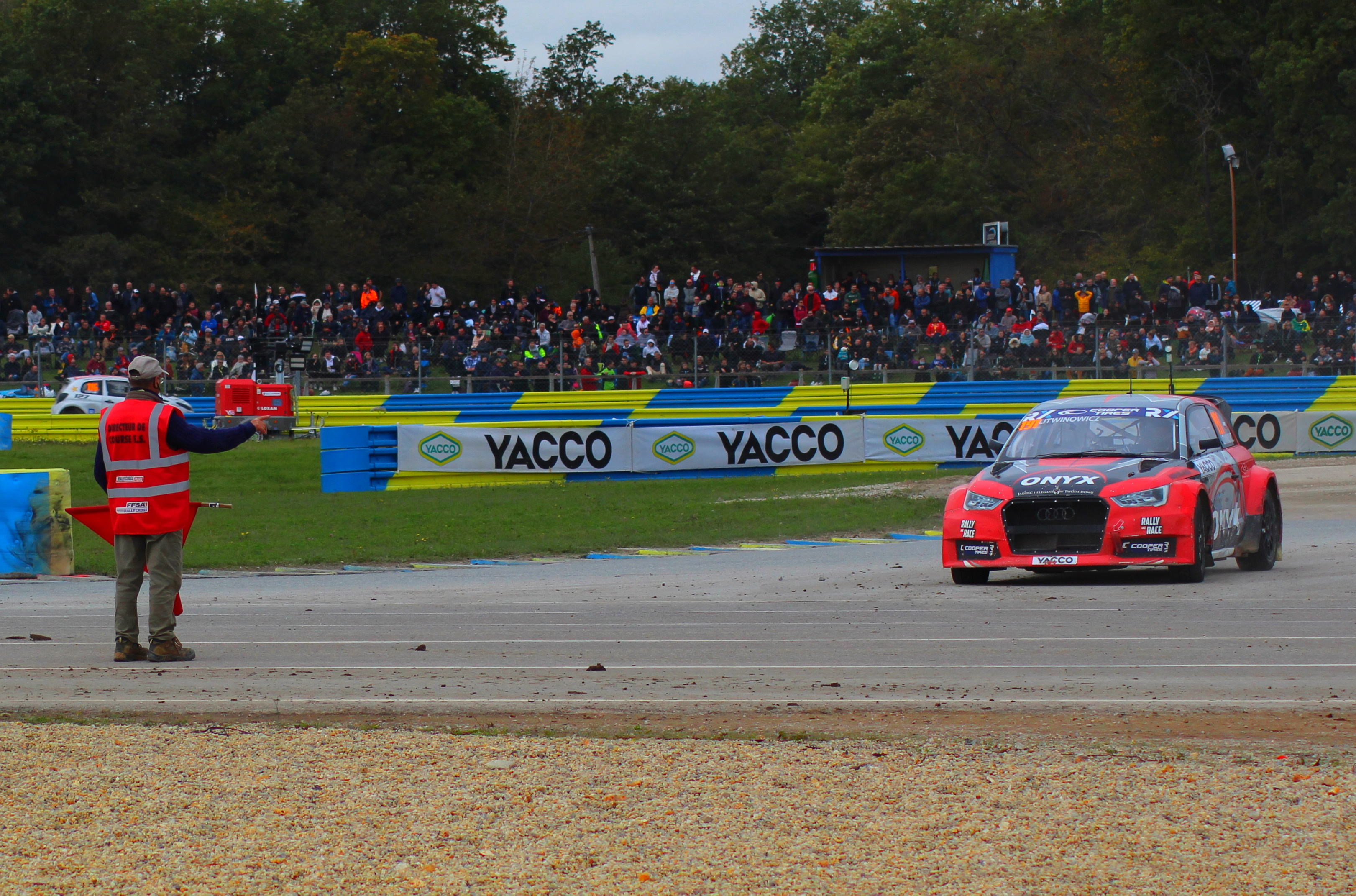
Une procédure de drapeau rouge en Super 1600 devant Damian Litwinowicz, à Dreux 2022.
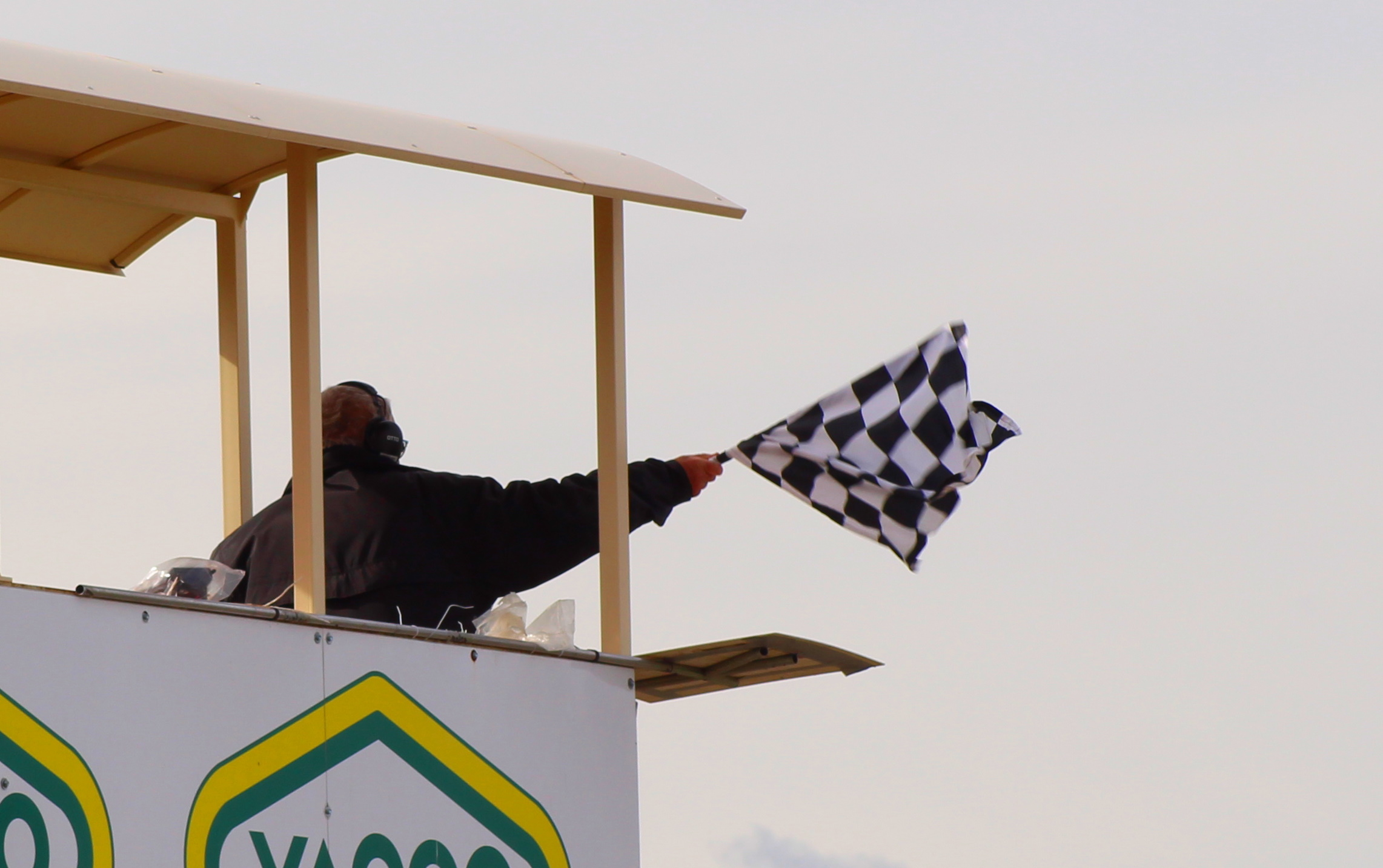
Une arrivée sous drapeau à damier.

| Drapeau | Signification |
| ------- | --- |
|         | Drapeau vert : indique le départ de la course aux pilotes sur la piste.                                                                              |
|         | Drapeau jaune : danger sur la piste, ralentir et se préparer à s'arrêter si nécessaire.                                                              |
|         | Drapeau rouge : interruption de la course, retour à la ligne de départ.                                                                              |
|         | Drapeau noir et blanc : indique à un pilote qu'il a réalisé un faux départ. Il doit alors réaliser deux tours Joker, dont un durant le premier tour. |
|         | Drapeau à damier : arrivée de la course ou fin de séance d'essai ou de qualification.                                                                |

### Pneumatiques
À l'instar du Championnat du monde de Rallycross FIA, le manufacturier américain Cooper Tire & Rubber Company fournit tous les pilotes en pneumatiques. Trois qualités de pneus sont proposées : ACB11 (sec), M&S (pluie/boue) et RXW (pluie), disponibles en diamètre 16, 17 et 18 pouces.
| Pneus sec   | Pneus pluie                    | Pneus pluie                  |
| ----------- | ------------------------------ | ---------------------------- |
| ACB11 (sec) | M&S (Division 3 et Division 4) | RXW (Supercar et Super 1600) |

## Épreuves
| Manche | Épreuve                               | Circuit                                                             | Commune               | Longueur | % de terre | % d'asphalte |
| ------ | ------------------------------------- | ------------------------------------------------------------------- | --------------------- | -------- | ---------- | ------------ |
| #001   | Épreuve de rallycross de Lessay       | Circuit de Lessay                                                   | Lessay                | 886 m    | 45 %       | 55 %         |
| #002   | Épreuve de rallycross de Faleyras     | Circuit de Faleyras                                                 | Faleyras              | 1 013 m  | 74 %       | 26 %         |
| #003   | Épreuve de rallycross de Châteauroux  | Circuit des Tourneix                                                | Saint-Maur            | 962 m    | 70 %       | 30 %         |
| #004   | Épreuve de rallycross de Pont-de-Ruan | Circuit de la Châtaigneraie / Touraine                              | Pont-de-Ruan / Saché  | 951 m    | 54 %       | 46 %         |
| #005   | Épreuve de rallycross de Kerlabo      | Circuit de Kerlabo                                                  | Cohiniac              | 968 m    | 58 %       | 42 %         |
| #006   | Épreuve de rallycross de Lohéac       | Circuit de Lohéac                                                   | Lohéac                | 1 050 m  | 66 %       | 33 %         |
| #007   | Épreuve de rallycross de Mayenne      | Circuit Maurice Forget / Mayenne                                    | Châtillon-sur-Colmont | 1 143 m  | 32 %       | 68 %         |
| #008   | Épreuve de rallycross de Dreux        | Circuit mixte de rallycross de l'Ouest Parisien / Philippe Chanoine | Dreux                 | 938 m    | 70 %       | 30 %         |

| \| Dreux Lohéac Mayenne Kerlabo Lessay Pont-de-Ruan Châteauroux Faleyras \| Localisation des épreuves du championnat 2019. |
| Dreux Lohéac Mayenne Kerlabo Lessay Pont-de-Ruan Châteauroux Faleyras                                                      |

Répartis dans toute la France métropolitaine, le championnat 2022 comporte huit circuits fermés d'environ 1 000 mètres. La répartition terre/asphalte est variable selon les circuits mais tend vers une majorité de terre. Un circuit typique de rallycross compte une ligne droite bitumée de départ/arrivée d'environ 100 à 250 mètres, suivi d'une série de courbes et de virages. La configuration du reste du circuit peut varier, cependant, en principe, le sens de la rotation est celui des aiguilles d'une montre. Peu de circuits tournent « à l'envers » ou en sens contraire, la majorité des virages tournent donc vers la droite. Tous les circuits du championnat disposent d'un « tour joker » (une déviation sur la piste souvent plus lente que le tracé normal, favorisant les stratégies de course) que le pilote doit prendre une fois pendant la course.

### Calendrier saison par saison
| Saison    | 1                | 2                | 3                | 4                | 5                | 6                | 7                | 8                | 9                | 10               | 11               | 12               | 13               | Total            |
| --------- | ---------------- | ---------------- | ---------------- | ---------------- | ---------------- | ---------------- | ---------------- | ---------------- | ---------------- | ---------------- | ---------------- | ---------------- | ---------------- | ---------------- |
| 1977      | REI              | DRE              | AUX              | ESS              | BEA              | LUR              | LOH              | ESS 2            | USS              | LAM              | SAI              | LUC              | CHE              | 13               |
| 1978      | MAR              | REI              | USS              | DRE              | AUX              | ESS              | CHE              | BEA              | MUR              | CON              | MAG              | JUN              |                  | 10               |
| 1979      | MUR              | MAR              | CHE              | OBE              | CON              | BEA              | JUV              | LOH              | DRE              | JUN              | MU2              |                  |                  | 11               |
| 1980      | OBE              | MAR              | CHE              | ESS              | CON              | BEA              | JUV              | LOH              | JUN              | MAY              |                  |                  |                  | 9                |
| 1981      | MAY              | CHE              | ESS              | CON              | BEA              | LOH              | MAR              | JUN              |                  |                  |                  |                  |                  | 8                |
| 1982      | MAY              | OBE              | ESS              | CON              | BEA              | JUV              | LOH              | JUN              | CHE              |                  |                  |                  |                  | 8                |
| 2001      | ESS              | ABB              | FAL              | CHE              | BER              | LAV              | KER              | MAY              | DRE              | ESS              |                  |                  |                  | 10               |
| 2002      | ESS              | CHE              | BER              | LAV              | KER              | LOH              | MAY              | ES2              | DRE              |                  |                  |                  |                  | 9                |
| 2003      | ALL              | FAL              | CHE              | BER              | LAV              | CHA              | KER              | LOH              | MAY              | DRE              | ESS              |                  |                  | 11               |
| 2004      | BER              | FAL              | ESS              | CHE              | CHA              | LAV              | KER              | LOH              | MAY              | ES2              | DRE              |                  |                  | 11               |
| 2005      | BER              | FAL              | CHE              | CHA              | LAV              | KER              | LOH              | MAY              | ESS              | DRE              |                  |                  |                  | 10               |
| 2006      | ESS              | MAY              | FAL              | CHE              | CHA              | LAV              | KER              | LOH              | BER              | DRE              | ESS              |                  |                  | 11               |
| 2007      | FAL              | CHE              | LAV              | CHA              | KER              | BER              | LOH              | MAY              | DRE              | ESS              |                  |                  |                  | 10               |
| 2008      | ESS              | FAL              | CHE              | BER              | LAV              | CHA              | LOH              | MAY              | DRE              | ESS              |                  |                  |                  | 10               |
| 2009      | DRE              | ESS              | FAL              | CHA              | BER              | LAV              | KER              | LOH              | MAY              | ES2              | DR2              |                  |                  | 11               |
| 2010      | ESS              | KER              | FAL              | CHA              | DRE              | LAV              | LOH              | MAY              | ES2              | DRE              |                  |                  |                  | 10               |
| 2011      | DRE              | FAL              | ESS              | CHA              | LAV              | LES              | KER              | LOH              | MAY              | ESS 2            | DR2              |                  |                  | 11               |
| 2012      | ESS              | DRE              | FAL              | CHA              | LAV              | LES              | KER              | LOH              | MAY              | DRE 2            | NOR              |                  |                  | 11               |
| 2013      | ESS              | CHA              | FAL              | LAV              | LES              | KER              | PON              | MAY              | NOR              | DRE              |                  |                  |                  | 10               |
| 2014      | ESS              | LES              | CHA              | FAL              | LAV              | PON              | KER              | MAY              | DRE              |                  |                  |                  |                  | 9                |
| 2015      | ESS              | LES              | CHA              | FAL              | LAV              | PON              | KER              | MAY              | ES2              | DRE              |                  |                  |                  | 10               |
| 2016      | ESS              | CHA              | FAL              | LAV              | PON              | KER              | MAY              | DRE              | LES              |                  |                  |                  |                  | 9                |
| 2017      | ESS              | FAL              | CHA              | LAV              | KER              | PON              | MAY              | LES              | DRE              |                  |                  |                  |                  | 9                |
| 2018      | ABB              | ESS              | CHA              | FAL              | LAV              | PON              | KER              | MAY              | LES              | DRE              |                  |                  |                  | 10               |
| 2019      | LES              | CHA              | ESS              | FAL              | LAV              | KER              | PON              | MAY              | DRE              |                  |                  |                  |                  | 9                |
| 2020      | LES              | ESS              | FAL              | CHA              | PON              | KER              | MAY              | DRE              |                  |                  |                  |                  |                  | 8                |
| 2021      | CHA              | ESS              | LES              | KER              | PON              | MAY              | DRE              | FAL              |                  |                  |                  |                  |                  | 8                |
| 2022      | LES              | FAL              | CHA              | PON              | KER              | LOH              | MAY              | DRE              |                  |                  |                  |                  |                  | 8                |
| 2023      | LES              | FAL              | CHA              | PON              | KER              | LOH              | MAY              | DRE              |                  |                  |                  |                  |                  | 8                |
|           |                  |                  |                  |                  |                  |                  |                  |                  |                  |                  |                  |                  |                  |                  |
| Légende : | Épreuves annulés | Épreuves annulés | Épreuves annulés | Épreuves annulés | Épreuves annulés | Épreuves annulés | Épreuves annulés | Épreuves annulés | Épreuves annulés | Épreuves annulés | Épreuves annulés | Épreuves annulés | Épreuves annulés | Épreuves annulés |

## Catégories
Le championnat est composé de quatre catégories, le bruit est limité à 100 dB pour toutes les voitures :

### Supercar
Catégorie reine du championnat, il s'agit de voitures de série largement modifiées dans un esprit WRC/R5, avec quatre roues motrices et un poids de moins de 1 300 kg, elles sont propulsées par un moteur de 2 litres turbocompressé développant entre 520 et 550 ch et 850 N m de couple, le 0 à 100 km/h est en moyenne abattu en moins de 2,5 secondes, tandis que leur vitesse de pointe peut être supérieure à 235 km/h. La catégorie Supercar est descendante de la Classe 2 (voitures de plus de 1 600 cm3), elle était anciennement appelée Division 1.
| Puissance maximale | Cylindrée | Poids à vide | Vitesse maximale | Accélération                   | Transmission    |
| ------------------ | --------- | ------------ | ---------------- | ------------------------------ | --------------- |
| Jusqu’à 550 ch     | 2 000 cm3 | > 1 300 kg   | ~ 235 km/h       | 0 à 100 km/h en moins de 2,5 s | Intégrale (4x4) |

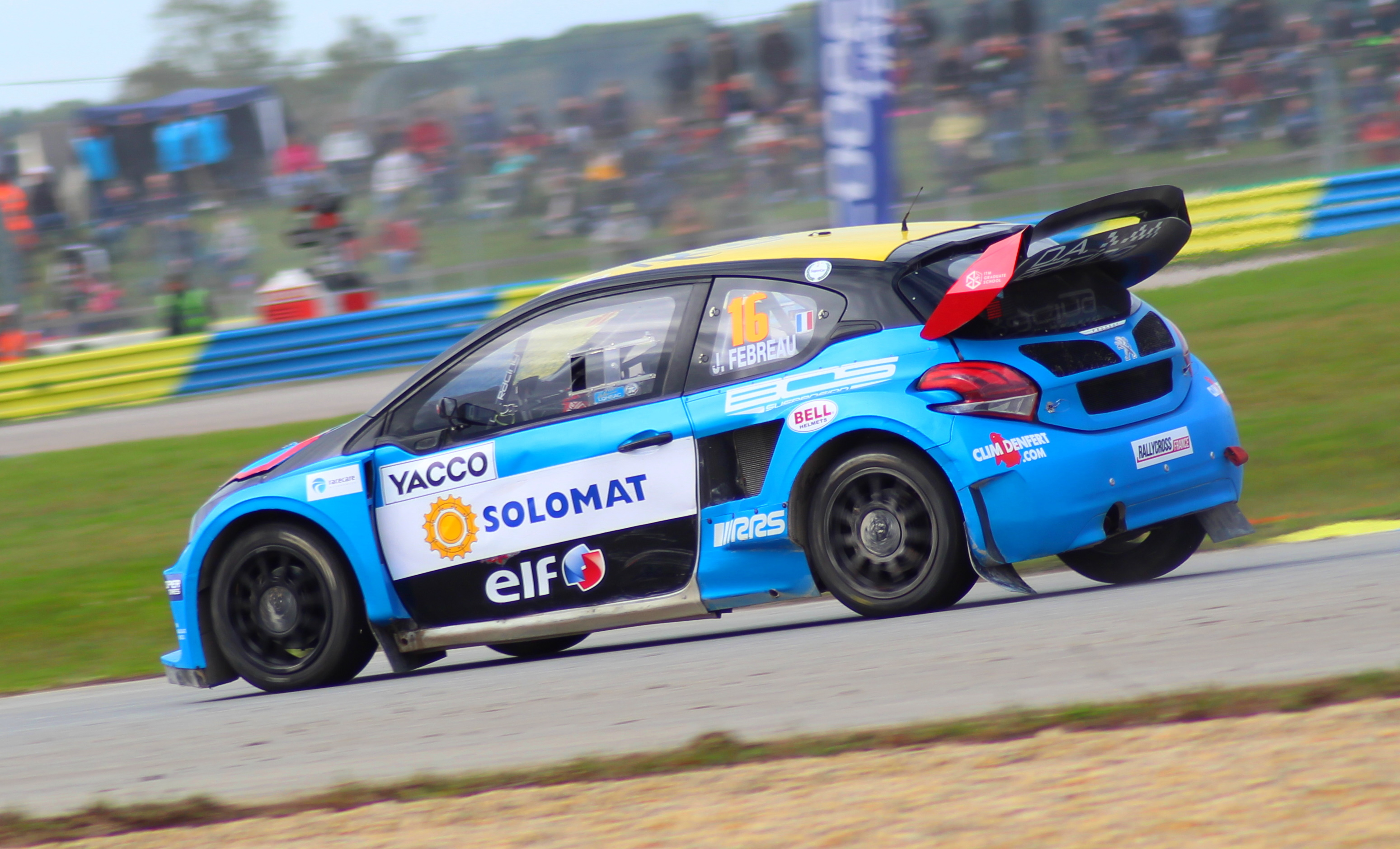
La Peugeot 208 I WRX Supercar de Julien Fébreau en 2022.
Logotype officiel de la catégorie Supercar.

### Super 1600
Voitures de série modifiées (de type JWRC/Groupe A), réservées aux voitures de moins de 1 600 cm3 à moteur 4 cylindres atmosphérique, les Super 1600 sont dotées d'une transmission aux roues avant, elles développent une puissance allant de 220 à 250 ch. Elle était anciennement appelé Classe 1, Division 1A, puis Division 2 depuis la saison 2006.
| Puissance maximale | Cylindrée | Poids à vide             | Vitesse maximale | Accélération                 | Transmission |
| ------------------ | --------- | ------------------------ | ---------------- | ---------------------------- | ------------ |
| Jusqu’à 250 ch     | 1 600 cm3 | > 950 kg (pilote inclus) | ~ 190 km/h       | 0 à 100 km/h en moins de 5 s | Traction     |

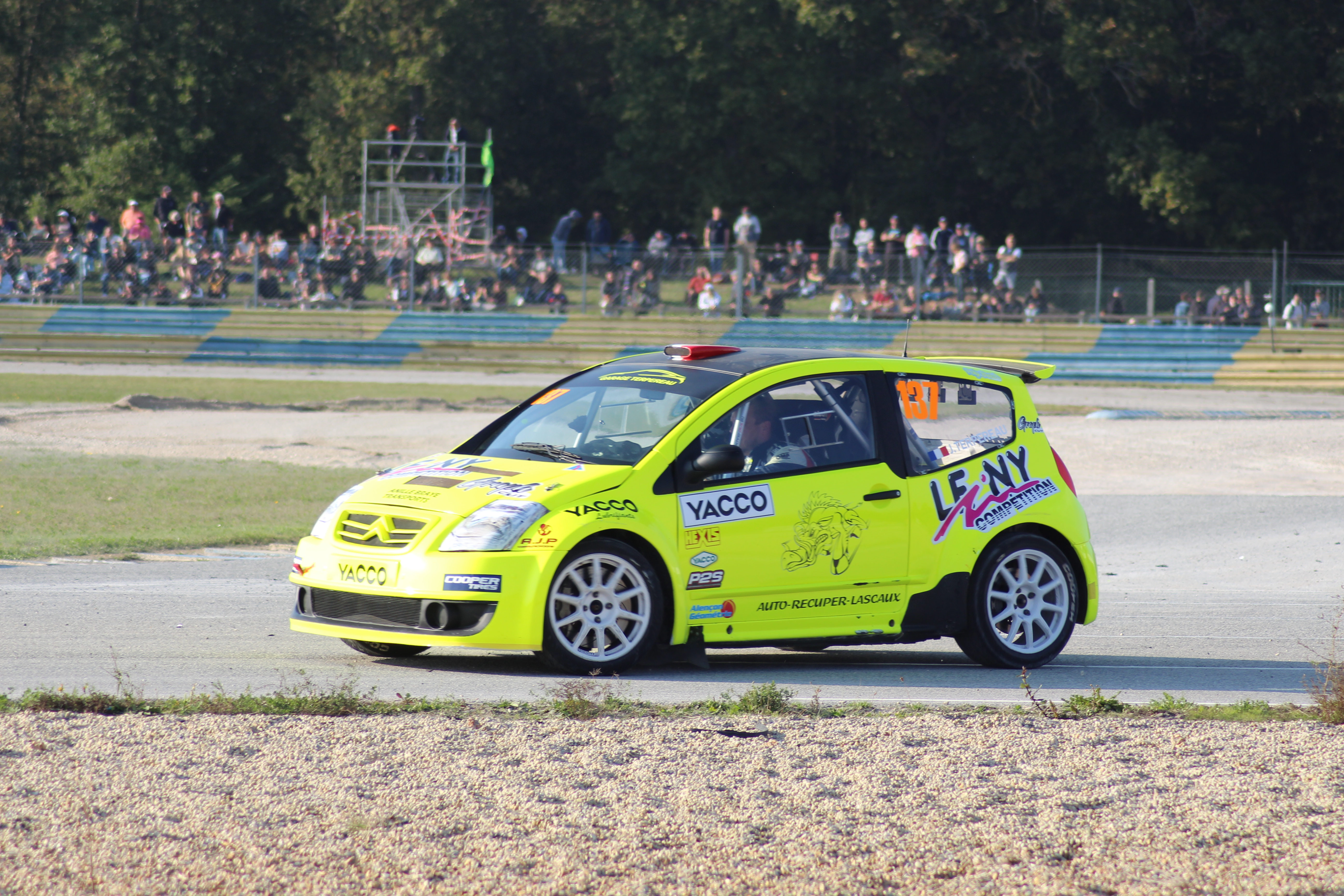
Citroën C2 S1600 de Jimmy Terpereau en 2021.
Logotype officiel de la catégorie Super 1600.

### Division 3
Catégorie la plus proche des Supercar, les voitures sont aux réglementations T3F, tous les pilotes ont la même base, un châssis tubulaire qui sera ensuite recouvert d’une carrosserie plastique ou composite pour habiller la monture. Elles comportent un moteur atmosphérique (sans turbocompresseur) inférieur à 3 500 cm3, dont grande majorité sont des V6 VQ Nissan 3 500 cm3. En 4 ou 2 roues motrices, elles développent 450 ch, pour un 0 à 100 km/h en moins de 3,5 secondes.
| Puissance maximale | Cylindrée   | Poids à vide | Vitesse maximale | Accélération                   | Transmission          |
| ------------------ | ----------- | ------------ | ---------------- | ------------------------------ | --------------------- |
| Jusqu’à 450 ch     | > 3 500 cm3 | 1 050 kg     | ~ 210 km/h       | 0 à 100 km/h en moins de 3,5 s | 4 ou 2 roues motrices |

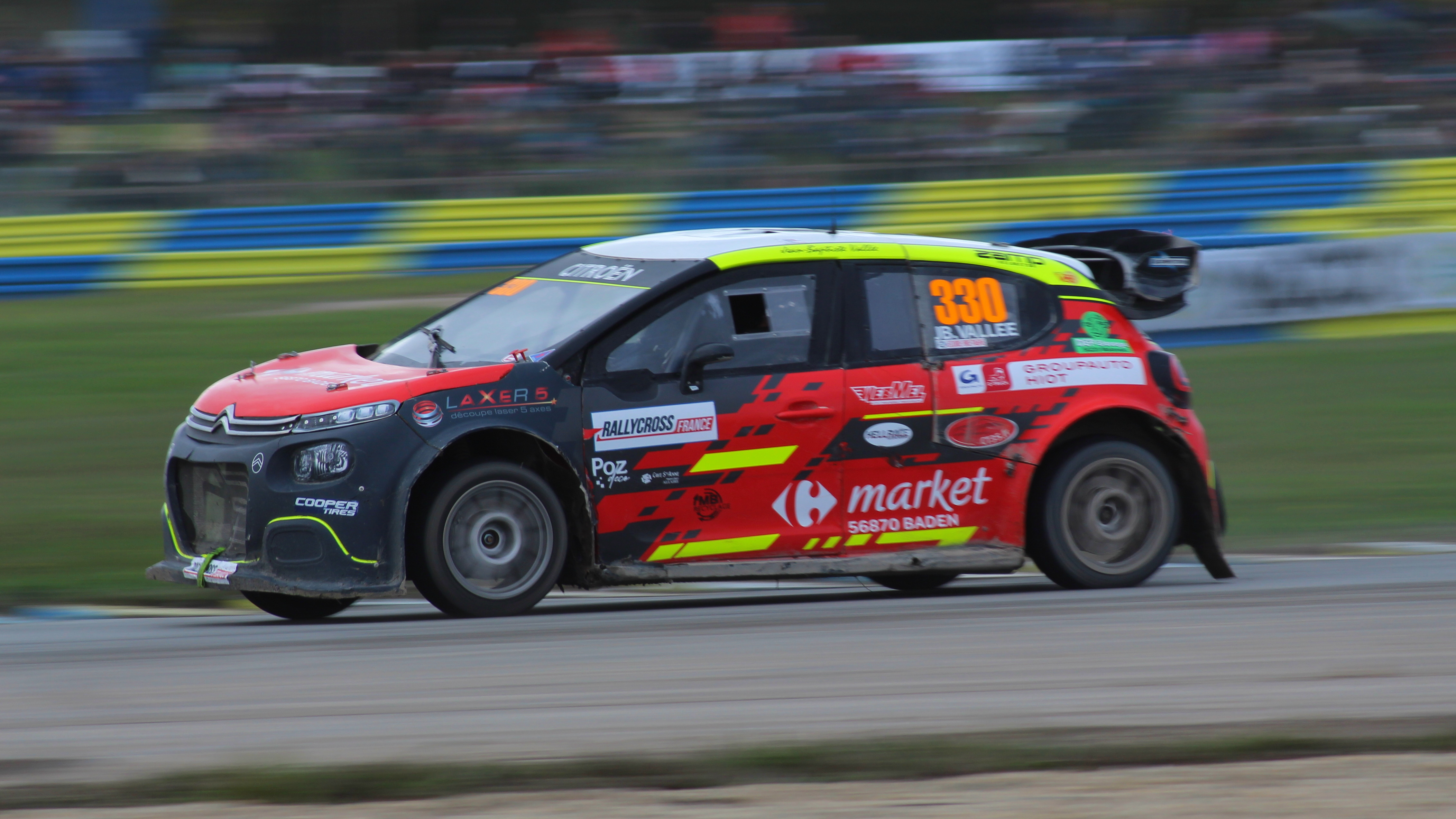
Une Citroen C3 III de Division 3 de Jean-Baptiste Vallée en 2022.
Logotype officiel de la catégorie Division 3.

### Division 4
Catégorie la plus représentée, il s'agit de voitures de série type F2000 allant de 1 600 à 2 000 cm3, toutes à deux roues motrices, équipée d'un moteur 2 litres atmosphérique. Leur moteur pouvant aller jusqu’à 250 ch, le 0 à 100 km/h se fait en moins de 5,5 secondes.
| Puissance maximale | Cylindrée              | Poids à vide | Vitesse maximale | Accélération                   | Transmission |
| ------------------ | ---------------------- | ------------ | ---------------- | ------------------------------ | ------------ |
| Jusqu’à 250 ch     | Entre 1600 et 2000 cm3 | 1 100 kg     | ~ 200 km/h       | 0 à 100 km/h en moins de 5,5 s | Traction     |

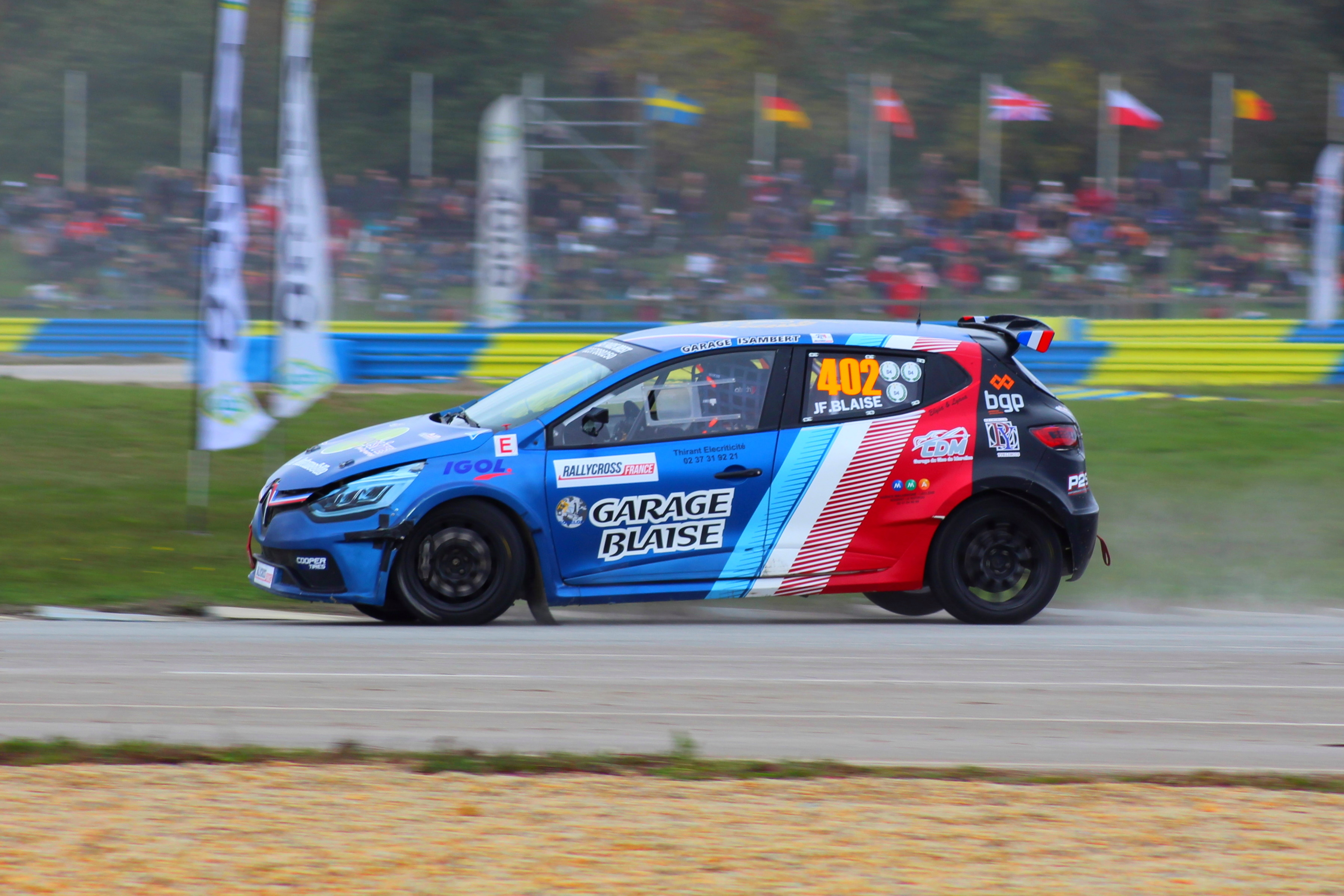
Renault Clio IV de Jean-François Blaise lors de l'épreuve de Dreux 2022.
Logotype officiel de la catégorie Division 4.

## Figures emblématiques

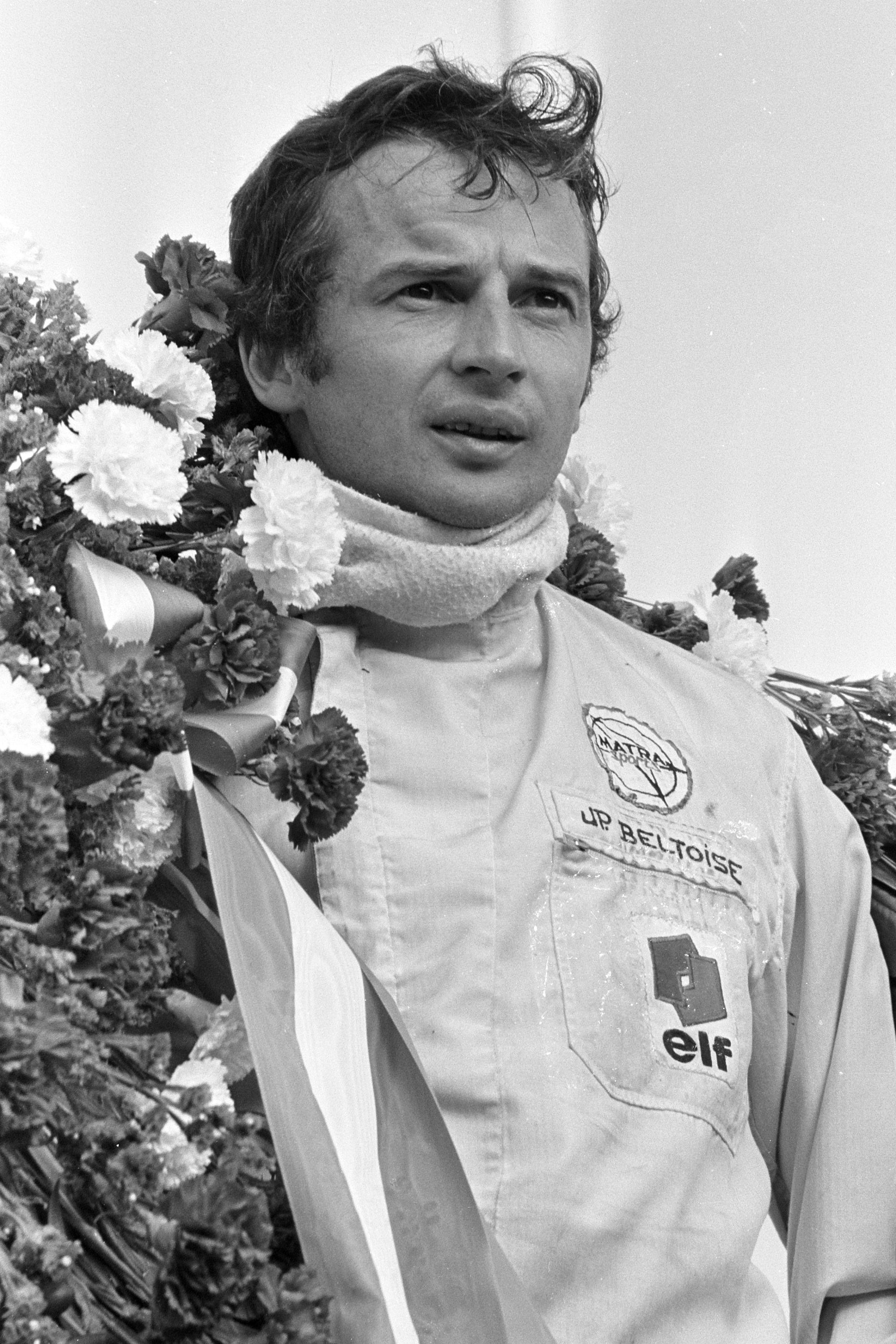
Jean-Pierre Beltoise grand nom de la Formule 1, a remporté le championnat en 1979.

### Pilotes
A l'occasion de l'arrivée en France du rallycross à la fin des années 1970, de nombreux pilotes issus d'autres disciplines automobiles se feront une réputation en rallycross. C'est par exemple le cas de Jean Ragnotti, Bruno Saby et Jean-Pierre Beltoise.

### Place des femmes

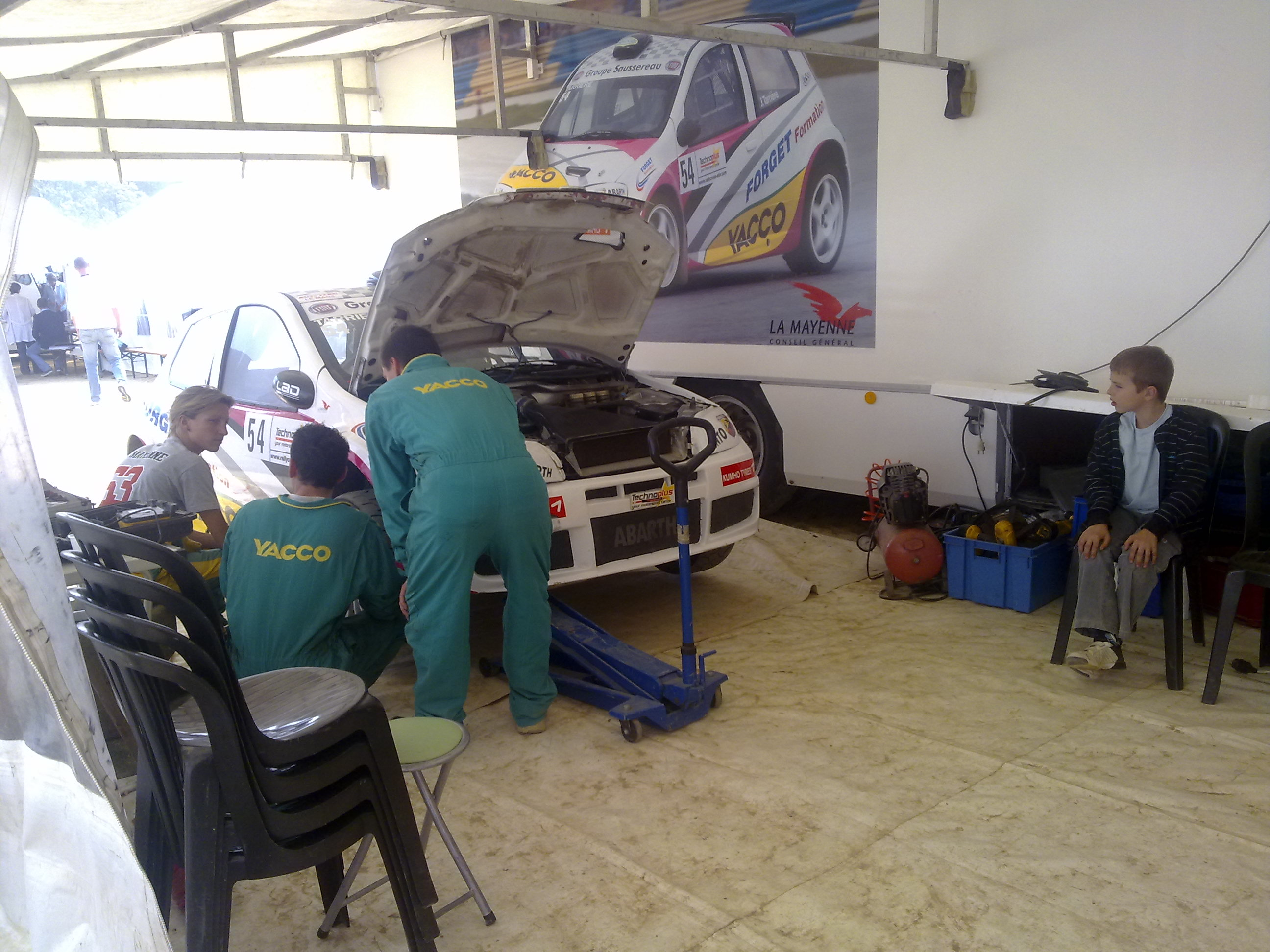
Jessica Tarrière aux paddocks du circuit de Mayenne.

Contrairement à la majorité des sports mécaniques, les femmes sont très représentés en Championnat de France de Rallycross. Parmi les pilotes féminines de en Rallycross France on note notamment Maïté Poussin, Jessica Tarrière et Adeline Sangnier. La franche réussite de ces pilotes permettront à beaucoup de femmes de rejoindre la compétition les années suivantes, poussant même la FFSA à créer une coupe de Rallycross Féminine.

## Palmarès, bilans et records

### Records

#### Records de titres par constructeur Supercar (depuis 1977)
Il n'existe pas officiellement de championnat de France de rallycross des constructeurs ; puisque le choix de la voiture revient au pilote, les marques n'ont pas directement de lien avec la compétition. Cependant, le public y accorde de l'importance, aboutissant à la création d'un championnat officieux,. La marque nommée vainqueur est celle de la voiture du champion pilote. Les marques françaises règnent sur la compétition depuis sa création. Sur les 42 éditions du championnat, seules sept ont été remportées par des marques d'origines étrangères.

La marque Citroën est en tête du palmarès du Championnat de France de Rallycross des constructeurs avec seize titres obtenus en 1984, 1991, 1992, 1993, 1994, 1995, 1996, 1998, 1999, 2000, 2003, 2004, 2005, 2009, 2010 et 2016. Elle a particulièrement brillé pendant la période 1991-1996 et la période 2003-2005 grâce à Jean-Luc Pailler et Laurent Terroitin.

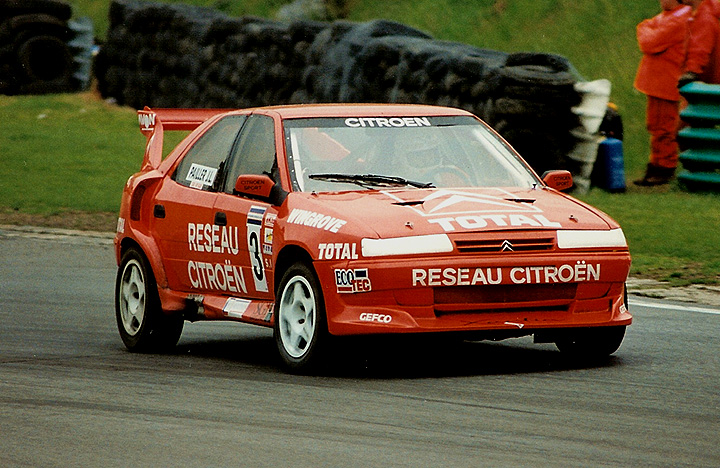
Citroën Xantia Turbo 4×4 de Jean-Luc Pailler en Division 2 européenne, voiture avec laquelle il gagne le Championnat de France 1994, 1995 et 1996.

Non loin derrière Citroën, Peugeot marque le championnat depuis les années 2000 avec treize titres de champion en 1988, 1989, 1990, 2001, 2002, 2007, 2011, 2012, 2014, 2015, 2017, 2018, 2019.
- 16 fois : Citroën
- 13 fois : Peugeot
- 3 fois : Renault, Porsche
- 2 fois : Alpine, Matra
- 1 fois : Audi, BMW, Ford, Volkswagen

#### Records de titres par pilote Supercar
Jean-Luc Pailler a marqué durablement le Rallycross France, en remportant à onze reprises le titre de champion de France de Rallycross : en 1991, 1992, 1993, 1994, 1995, 1996, 1998, 1999, 2001, 2002 et 2007.
- 11 fois : Jean-Luc Pailler
- 5 fois : Samuel Peu
- 3 fois : Laurent Terroitin, Max Mamers
- 2 fois : Gaëtan Sérazin, Fabien Pailler, Davy Jeanney

#### Records de titres par pilote Super 1600
Sur l'entièreté des éditions du championnat, toutes catégories confondues, une seule a été remportée par un pilote étranger, Goran Johansson (pilote suédois), sur une Saab 900 Turbo Division 1 (Super 1600) en 1984.
- 3 fois : Pierre Brunetti, Sylvain Poulard, Laurent Chartrain, Samuel Peu
- 2 fois : Bruno Saby, Christian Ménier, Pierre Llorach, Éric Guillemette, Yvonnick Jagu

#### Records de titres par pilote Division 3
Marc Morize est le pilote avec le plus titré en Division 3 (6 titres) suivis de près par Christophe Saunois qui remporte le championnat 5 fois de suite entre 2013 et 2017.
- 6 fois : Marc Morize
- 5 fois : Christophe Saunois
- 3 fois : Gaëtan Sérazin
- 2 fois : Jean-Luc Le Duigou, Eddy Bénézet, Fabrice Morize, David Vincent, Nicolas Beauclé

#### Records de titres par pilote Division 4
- 2 fois : Marc Morize, Thierry Jan, Xavier Goubill

### Palmarès
Le tableau ci-dessous recense les titres attribués depuis sa création, en 1977 pour les pilotes des catégories Supercar, Super 1600, Division 3 et Division 4 :
| Saison | Classe 2                                              | Classe 1                                          |                                                     |                                           |
| ------ | ----------------------------------------------------- | ------------------------------------------------- | --------------------------------------------------- | ----------------------------------------- |
| 1977   | Jean Ragnotti (1er) Alpine A310                       | Bruno Saby Alpine A110 1600 Squale                |                                                     |                                           |
| 1978   | Bertrand Lenoir (2e) Porsche 911 Carrera 3L           | Bruno Saby (1er) (2) Alpine A110 1600 Squale      |                                                     |                                           |
| 1979   | Jean-Pierre Beltoise (1er) Alpine A310 1600           | Pierre Brunetti (2e) Simca 1000 Rallye 2          |                                                     |                                           |
| 1980   | Raymond Touroul (2e) Porsche 911 Carrera 3L           | Pierre Brunetti (1er) (2) Simca 1000 Rallye 2     |                                                     |                                           |
| 1981   | Raymond Touroul (1er) Porsche 911 Carrera 3L          | Roger Chevreton (2e) Simca 1000 Rallye 2          |                                                     |                                           |
| 1982   | Max Mamers (1er) Matra Murena                         | Michel Gambillon (3e) Simca 1000 Rallye 3         |                                                     |                                           |
|        | Division 2                                            | Division 1                                        | Division 3                                          |                                           |
| 1983   | Max Mamers (1er) (2) Matra Murena                     | Pierre Brunetti (3e) (3) Simca 1000 Rallye 3      | Daniel Archambault Porsche 911                      |                                           |
| 1984   | Roger Chevreton (1er) Citroën Visa 1600 4×4           | Goran Johansson (3e) Saab 900 Turbo               | Philippe Pouzol Porsche 911 2.7L                    |                                           |
| 1985   | Jacques Aïta (1er) Audi Quattro S2                    | Jean-Jacques Bénézet (5e) Renault 11 Turbo        | Pierre Moure Simca 1000 Rallye 3                    |                                           |
| 1986   | Max Mamers (2e) (3) BMW 325i 4×4                      | Alain Coppier (1er) BMW 325i                      | André Patier Alpine A310 Politecnic 1600            |                                           |
| 1987   | Gérard Roussel (1er) Renault 5 Maxi 4×4               | Max Mamers (3e) BMW M3 E30                        | Dominique Mériglier Volkswagen Golf II GTI          |                                           |
| 1988   | Guy Fréquelin (1er) Peugeot 205 Turbo 16 Évo 2        | Jean-Luc Pailler (3e) Citroën BX Turbo 4×4        | Jacky Pivert Alpine A310 V6                         |                                           |
| 1989   | Philippe Wambergue (1er) Peugeot 205 Turbo 16 Évo 2   | Christian Ménier (2e) Ford Sierra RS Cosworth     | Yves-Henri Maillerie BMW 325i                       |                                           |
|        | Division 2                                            | Division 1                                        | Division 3                                          | Division N-Production                     |
| 1990   | Jean-Manuel Beuzelin (1er) Peugeot 205 Turbo 16 Évo 2 | Christian Ménier (3e) (2) Ford Sierra RS Cosworth | Patrick Fiault Alpine A310 Politecnic 1600          | Pascal Leboucher Renault Super 5 GT Turbo |
| 1991   | Jean-Luc Pailler (1er) Citroën BX Turbo 4×4           | Christophe Vaison (2e) Ford Sierra Cosworth RS500 | Jean-Luc Le Duigou Porsche 911 SC 3.5L              | Didier Lohézic Renault 21 Turbo           |
| 1992   | Jean-Luc Pailler (1er) (2) Citroën BX Turbo 4×4       | Alain Sturm (2e) BMW M3 E30                       | Christian Lefeuvre Porsche 911 SC 3.5L              | Patrick Stalin Renault Super 5 GT Turbo   |
| 1993   | Jean-Luc Pailler (1er) (3) Citroën BX Turbo 4×4       | Hervé « Knapick » Lemonnier (2e) BMW M3 E30       | Jean-Luc Le Duigou (2) Porsche 911 SC 3.5L          | David Meslier Ford Sierra RS Cosworth     |
| 1994   | Jean-Luc Pailler (1er) (4) Citroën Xantia Turbo 4x4   | Michel Crespel (3e) Renault Clio I Williams       | Denis Moreaux Renault 5 Turbo                       | Marc Morize Ford Sierra RS Cosworth       |
| 1995   | Jean-Luc Pailler (1er) (5) Citroën Xantia Turbo 4x4   | Sylvain Poulard (2e) Citroën ZX 16V               | Christian Ménier Ford Sierra RS Cosworth            | Marc Morize (2) Ford Sierra RS Cosworth   |
|        | Maxi-Tourisme                                         | Tourisme                                          | Tourisme-Spécial                                    | Production                                |
| 1996   | Jean-Luc Pailler (6) Citroën Xantia Turbo 4x4         | Sylvain Poulard (2) Citroën ZX 16V Kit-Car        | Hervé « Knapick » Lemonnier BMW 318 Ti 4x4          | Alain Sturm BMW M3 E30                    |
| 1997   | Christian Ménier Ford Escort Cosworth                 | Sylvain Poulard (3) Citroën ZX 16V Kit-Car        | Christophe Vaison Renault Mégane Quadra             | Franck Déborde BMW M3 E30                 |
|        | Division 1                                            | Division 2                                        | Division 3                                          |                                           |
| 1998   | Jean-Luc Pailler (7) Citroën Xantia Turbo 4x4         | Marc Amourette Citroën Saxo Kit-Car               | Michael Poirier Renault Clio I Williams             |                                           |
|        | Division 1                                            | Division 2 Tourisme                               | Division 2 Production                               |                                           |
| 1999   | Jean-Luc Pailler (8) Citroën Xantia Turbo 4x4         | Pierre Llorach Citroën Saxo Kit-Car               | Eddy Bénézet Peugeot 306 S16                        |                                           |
| 2000   | Laurent Terroitin Citroën Xsara WRC                   | Pierre Llorach (2) Citroën Saxo Kit-Car           | Eddy Bénézet (2) Peugeot 306 S16                    |                                           |
| 2001   | Jean-Luc Pailler (9) Peugeot 206 WRC                  | Jean-Claude Lemoine Peugeot 306 Maxi              | Mickaël Poirier Renault Clio II RS                  |                                           |
|        | Division 1                                            | Division 2                                        | Division 3                                          | Division 4                                |
| 2002   | Jean-Luc Pailler (10) Peugeot 206 WRC                 | Olivier Anne Renault Clio II RS                   | Fabrice Morize Peugeot 205 Turbo 16                 | Pascal Dahirel Peugeot 306 Maxi           |
| 2003   | Laurent Terroitin (2) Citroën Xsara WRC               | Philippe Solaire Renault Clio II RS               | Fabrice Morize (2) Peugeot 205 Turbo 16             | Kévin Jacquinet Peugeot 306 Maxi          |
| 2004   | Laurent Terroitin (3) Citroën Xsara WRC               | Éric Guillemette Honda Civic 7 Type R             | Marc Morize Peugeot 206 V6 T3F                      | Pascal Gloux Citroën Xsara VTS 16V        |
| 2005   | Olivier Anne Citroën Xsara WRC                        | Marc Laboulle Honda Civic 7 Type R                | Gaëtan Sérazin Peugeot 307 V6 T3F                   | Thierry Jan Renault Megane II 16V         |
| 2006   | Alexandre Theuil Volkswagen Golf IV WRC               | Laurent Chartrain Honda Civic 7 Type R            | Gaëtan Sérazin (2) Peugeot 307 V6 T3F               | Bertrand Divaret Citroën Saxo Kit-Car     |
| 2007,  | Jean-Luc Pailler (11) Peugeot 207 WRC                 | Éric Guillemette (2) Honda Civic 7 Type R         | Gaëtan Sérazin (3) Peugeot 307 V6 T3F               | Thierry Jan (2) Renault Clio II           |
| 2008   | David Meslier Renault Clio II WRC                     | Sébastien Tertrais Honda Civic 7 Type R           | Marc Morize (2) Peugeot 207 V6 T3F                  | David Deslandes Citroën Saxo Kit-Car      |
|        | Division 1                                            | Division 1A                                       | Division 3                                          | Division 4                                |
| 2009   | Marc Laboulle Citroën Xsara WRC                       | Samuel Peu Citroën Saxo Kit-Car                   | Marc Morize (3) Peugeot 207 V6 T3F                  | Yvonnick Jagu Audi A3 I                   |
| 2010   | Davy Jeanney Citroën Xsara WRC                        | Steven Bossard Citroën C2 S1600                   | Marc Morize (4) Peugeot 207 V6 T3F                  | David Vincent Renault Clio II             |
|        | Supercar                                              | Super 1600                                        | Division 3                                          | Division 4                                |
| 2011   | Samuel Peu Peugeot 207 WRC                            | David Olivier Renault Clio II S1600               | Marc Morize (5) Peugeot 207 V6 T3F                  | Yvonnick Jagu Audi A3 I                   |
| 2012   | Gaëtan Sérazin Peugeot 207 WRC                        | Laurent Chartrain (2) Citroën Saxo Kit-Car        | Marc Morize (6) Peugeot 207 V6 T3F                  | David Vincent Renault Clio III RS         |
| 2013   | Jérôme Grosset-Janin Renault Clio III RS              | Jean-Baptiste Dubourg Renault Clio II S1600       | Christophe Saunois Toyota Corolla E120 V6 T3F       | Jimmy Terpereau Audi A3 I                 |
| 2014   | Fabien Pailler Peugeot 208 I RX                       | Cyril Raymond Renault Twingo II S1600             | Christophe Saunois (2) Toyota Corolla E120 V6 T3F   | Emmanuel Anne Renault Clio II             |
| 2015   | Gaëtan Sérazin (2) Peugeot 208 I RX                   | Laurent Chartrain (3) Citroen C2 1600             | Christophe Saunois (3) Toyota Corolla E120 V6 T3F   | Steven Lefrançois Peugeot 206             |
| 2016   | Firmin Cadeddu Citroën C4 Coupé RX                    | Samuel Peu (2) Citroën Saxo Kit-Car               | Christophe Saunois (4) Toyota Corolla E120 V6 T3F   | Sébastien Le Ferrand Peugeot 306 Maxi     |
| 2017,  | Fabien Pailler (2) Peugeot 208 I RX                   | Samuel Peu (3) Citroën Saxo Kit-Car               | Christophe Saunois (5) Toyota Corolla E120 V6 T3F   | Stéphane Hameau Peugeot 306 Maxi          |
| 2018   | Antoine Massé Peugeot 208 I RX                        | Yvonnick Jagu Škoda Fabia II S1600                | David Vincent Renault Clio IV V6 T3F                | Xavier Goubill Peugeot 306 Maxi           |
| 2019   | Samuel Peu (2) Peugeot 208 I RX                       | Yvonnick Jagu (2) Škoda Fabia II S1600            | David Vincent (2) Renault Clio IV V6 T3F            | Xavier Goubill (2) Peugeot 306 Maxi       |
| 2020   | Annulé à cause de la pandémie de Covid-19             | Annulé à cause de la pandémie de Covid-19         | Annulé à cause de la pandémie de Covid-19           | Annulé à cause de la pandémie de Covid-19 |
| 2021   | Samuel Peu (3) Peugeot 208 I RX                       | Jimmy Terpereau Citroën C2 S1600                  | Benoit Morel Ford Fiesta MkVII Rallycross           | Anthony Mauduit Renault Clio II F2000     |
| 2022   | Samuel Peu (4) Peugeot 208 I RX                       | Anthony Paillardon Audi A1 I                      | Nicolas Beauclé Mercedes-Benz Classe A Type 176     | Jean-François Blaise Renault Clio IV      |
| 2023   | Davy Jeanney (2) Hyundai i20 II WRX                   | Julien Meunier Škoda Fabia III S1600              | Nicolas Beauclé (2) Mercedes-Benz Classe A Type 176 | Tom Daunat Peugeot 206+                   |
| 2024   | Steven Bossard Hyundai i20 II WRX                     | Julien Meunier (2) Škoda Fabia III S1600          | Nicolas Beauclé (3) Mercedes-Benz Classe A Type 176 | Luc Derrien Honda Civic VIII Type R       |

## Médias

### Médias audiovisuels

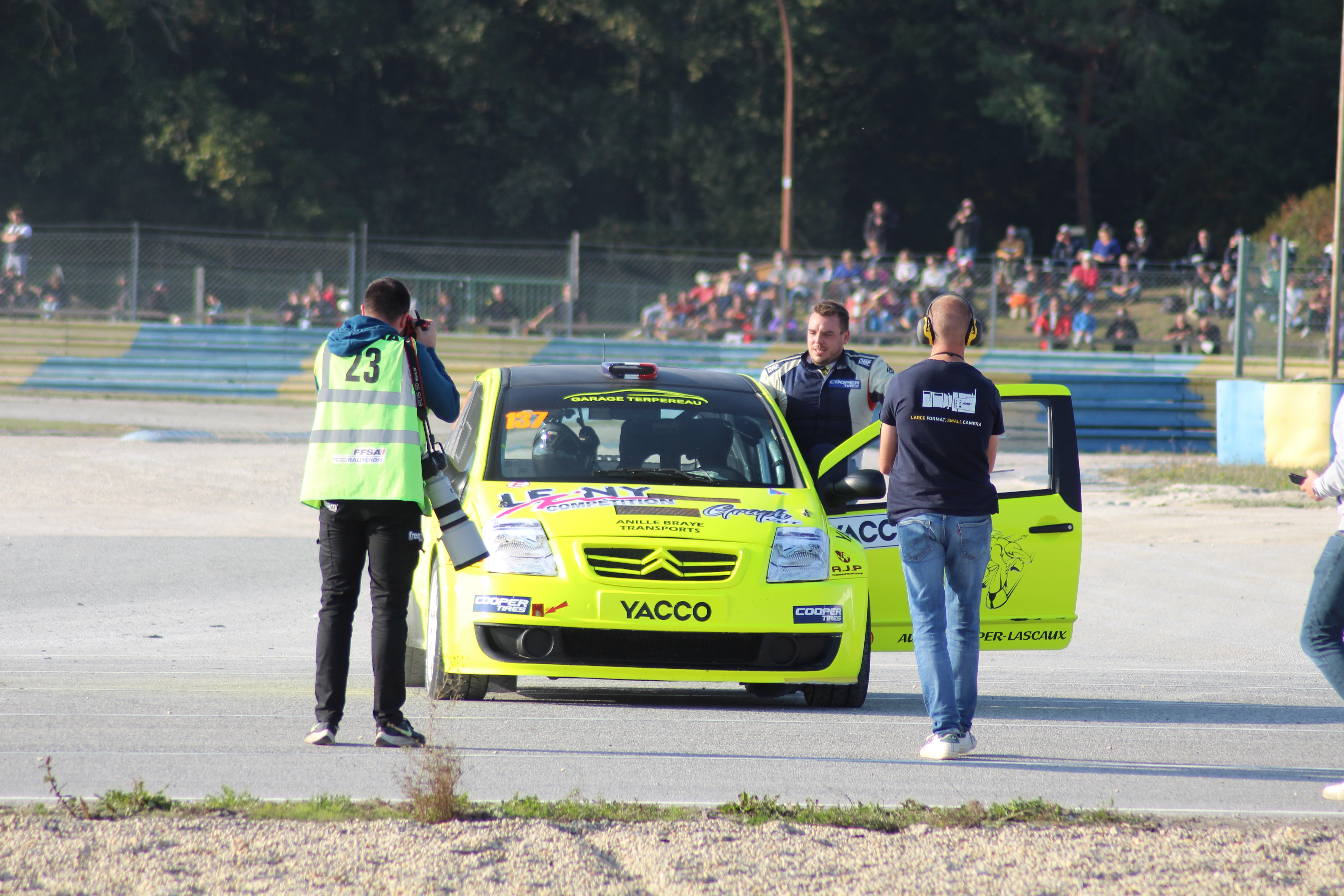
Interview de Jimmy Terpereau après sa victoire en Super 1600 lors de l'Épreuve de Rallycross de Dreux.

Jusqu'en 2021, le championnat de France de Rallycross est retransmis sur la chaîne L'Équipe en replay ainsi que sur la chaîne YouTube Rallycross France. À partir du début de la saison 2021, toutes les épreuves sont diffusées en live sur le site officiel du Rallycross France, pour 15€ la course et 79€ la saison. En plus du live, la chaîne Sport en France diffuse la semaine d'après une émission consacrée à la course précédente.

## Identité visuelle

### Anciens logos
Avant 2005, le Championnat de France de Rallycross n'était pas doté d'un logo officiel, jusqu'à la création du nouveau site internet,.

Logo officiel de 2005 à 2008.
Logo officiel de 2009 à 2014.

### Nouvelle charte graphique
En 2014, le championnat change totalement sa charte graphique pour se lancer sur le terrain de la communication digitale afin de mieux partager avec son public. Plusieurs logotypes aux dimensions et couleurs différentes seront créés, afin de s’intégrer sur des affiches, des avatars, etc,,.

Logotype large (font bleu).
Logotype large (font blanc).
Logotype large avec l’appellation Championnat de France de Rallycross.

## Dans la culture populaire

### Jeux vidéo
Le circuit de Lohéac, ne faisant pourtant plus partie du championnat de France de rallycross de 2014 à 2021 au profit du Championnat du monde de rallycross FIA, est très représenté dans les jeux vidéo de course d'arcade et de simulation.
Jeux de course contenant le circuit de Lohéac :
- Sébastien Loeb Rally Evo : sorti en 2016
- Dirt 4 : sorti en 2017
- Project CARS 2 : sorti en 2017
- Gravel : sorti en 2018
- Dirt Rally 2.0 : sorti en 2019

Jeux de course contenant le Circuit d'Essay :
- Colin McRae: Dirt : sorti en 2007